# Marsz Miliona Serc
Marsz Miliona Serc – antyrządowy marsz zorganizowany w ramach kampanii Koalicji Obywatelskiej przed wyborami parlamentarnymi w 2023 roku 1 października 2023 w Warszawie. Zapowiedziany został 19 lipca w Krakowie przez Donalda Tuska, przewodniczącego Platformy Obywatelskiej. Pochód rozpoczął się o godz. 12:00 na rondzie Romana Dmowskiego od przemówień Donalda Tuska, Rafała Trzaskowskiego oraz m.in. liderów Nowej Lewicy i Agrounii oraz prezesa WOŚP Jerzego Owsiaka, a zakończył się na rondzie Zgrupowania AK „Radosław” o godz. 16:00.
Według władz Warszawy i organizatorów w wydarzeniu wzięło udział około miliona uczestników. Onet oszacował liczbę uczestników marszu o godz. 15:00 na 600–800 tys. osób. Polska Agencja Prasowa podała liczbę 60–100 tysięcy ludzi na podstawie nieoficjalnych danych policji, której wersję poparł Jarosław Kaczyński w czasie konwencji Prawa i Sprawiedliwości, która odbyła się w katowickim Spodku.

## Uczestnicy
W marszu udział, oprócz organizującej go Koalicji Obywatelskiej, wzięła Nowa Lewica i grupa kandydatów Trzeciej Drogi. Na demonstracji pojawiły się również liczne fundacje, stowarzyszenia i związki zawodowe, w tym m.in. Ogólnopolskie Porozumienie Związków Zawodowych i Związek Nauczycielstwa Polskiego. 
Organizacje proaborcyjne i feministyczne oficjalnie nie wzięły udziału w marszu, powołując się na przygotowanie do akcji profrekwencyjnej. W pochodzie uczestniczyło wiele znanych osób z życia publicznego i kulturowego: Mariusz Szczygieł, Kuba Wojewódzki, Martyna Wojciechowska, Małgorzata Ostrowska, Monika Richardson, Andrzej Piaseczny, Adam Strzembosz, Katarzyna Grochola, Barbara Kurdej-Szatan, Jacek Sienkiewicz, Katarzyna Sienkiewicz, Kinga Rusin, Andrzej Wrona, Radosław Majdan, Małgorzata Rozenek-Majdan, Beata Tadla, Matylda Damięcka, Michał Żebrowski, Piotr Gąsowski, Andrzej Seweryn, Majka Jeżowska i Aneta Kręglicka.

## Przebieg

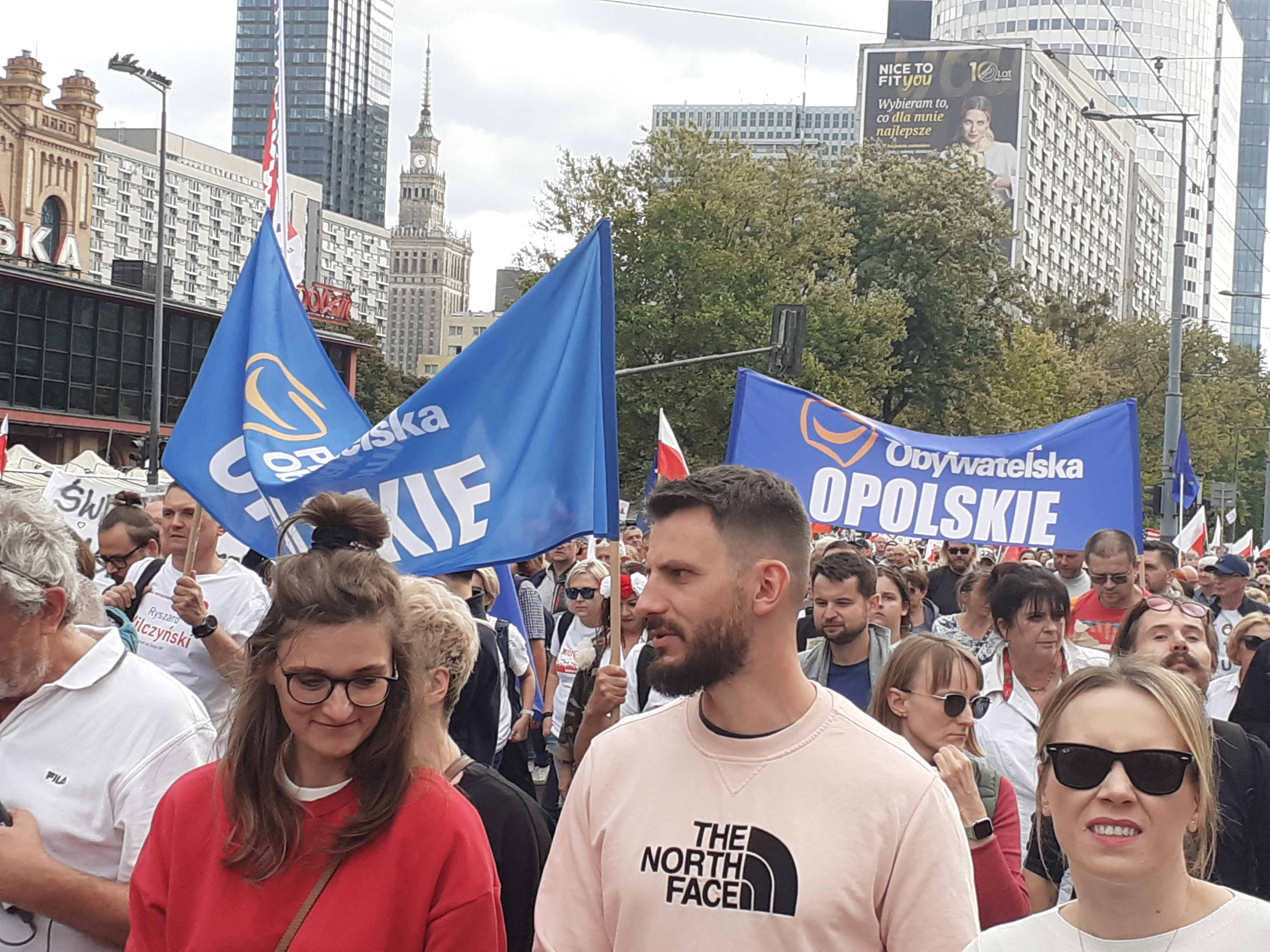
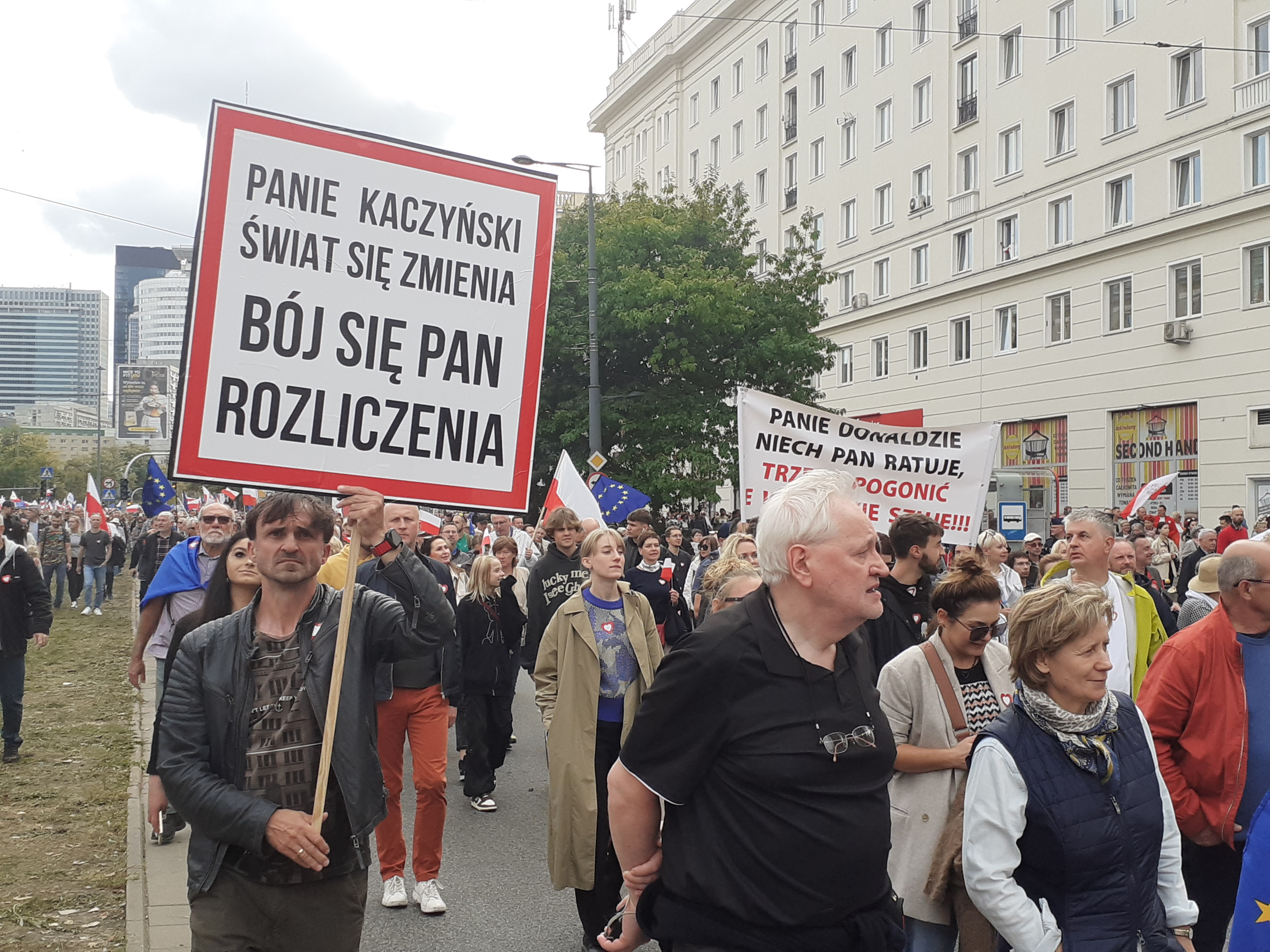

Marsz rozpoczął się o godzinie 12:00 na rondzie Romana Dmowskiego, gdzie przemawiali: Donald Tusk, Rafał Trzaskowski, Włodzimierz Czarzasty, Robert Biedroń, Michał Kołodziejczak, Wiktoria Bartosiewicz i Jerzy Owsiak. Około godziny 12:50 czoło marszu wyruszyło w kierunku ronda Zgrupowania AK „Radosław”. Przed godziną 15:00 czoło marszu Miliona Serc dotarło do ronda Radosława, gdzie najpierw odśpiewano hymn Polski, a później przemówienie końcowe wygłosił Donald Tusk, w którym określił zgromadzenie jako „trzecią falę Solidarności”. Później artyści zgromadzeni na scenie zaśpiewali piosenkę „Kocham wolność” grupy Chłopcy z Placu Broni.

## Zasięgi

### Frekwencja
Według założeń organizatorów frekwencja marszu miała wynosić 0,8–1 miliona osób, chociaż według portalu TVP Info zakładano, że będzie ok. 100 tysięcy uczestników, z taką też liczbą Koalicja Obywatelska złożyła zawiadomienie o zgromadzeniu pod hasłem „Marsz Miliona Serc” i zakładała, że weźmie w nim 100 tysięcy osób. Podczas marszu Donald Tusk ogłosił, że w proteście bierze udział ponad milion osób, co potwierdził rzecznik warszawskiego ratusza, Jakub Leduchowski. Z kolei Polska Agencja Prasowa, powołując się na nieoficjalne dane policji, poinformowała o frekwencji liczącej 100 tys. osób, jednak rzecznik prasowy Komendanta Stołecznej Policji podinsp. Sylwester Marczak przekazał, że policja nie podaje liczby uczestników marszu. Po marszu Onet oszacował liczebność zgromadzenia na 600–800 tys. osób. OKO.press, powołując się na wcześniejsze metody obliczania frekwencji (z marszu 4 czerwca), ogłosiło, że na marszu było 1,1 miliona uczestników.

### Zasięgi w mediach
Wydarzenie transmitowały na żywo trzy stacje telewizyjne: TVN24, Polsat News i TVN, a ich wspólna oglądalność wyniosła 2,17 mln, co było lepszym wynikiem niż transmisje z Marszu 4 czerwca. Największą oglądalność spośród wszystkich stacji miało TVN24, które osiągnęło 1,30 mln widzów (14,28% udziału) w grupie powyżej 4. roku życia.
Brytyjski nadawca publiczny BBC News transmitował na żywo przemówienie Donalda Tuska podczas marszu, a sam pochód był komentowany przez wiele zagranicznych mediów.